# Улица Глебова (Нежин)
Улица Глебова (укр. Вулиця Глібова) — улица города Нежина. Пролегает от улицы Шевченко до улицы Стефана Яворского. 
Нет примыкающих улиц.

## История
Одна из древнейших улиц города. С 1878 года называлась Земским переулком, после 1917 года — Нежинской улицей. В 1960 году улица получила современное название — в честь украинского поэта Леонида Ивановича Глебова.
На улице сохранилось немало архитектурных памятников конца 18 — начала 19 веков. Например, дом № 1 — 2-этажный дом (первый этаж кирпичный, второй — деревянный), наличники, галереи и башня над входом, которого украшены оригинальной резьбой. Дом № 4 — одноэтажный деревянный дом с резными наличниками и деревянным кружевом по фризу. Дом № 10 — 2-этажный дом конца 18 — начала 19 веков с металлическими ставнями (раньше) и своеобразным оформлением комнат первого этажа.

## Застройка
Улица пролегает в северо-восточном направлении параллельно улицам Гребёнки и Богушевича. Парная и непарная стороны улицы заняты усадебной и малоэтажной (2-этажные дома) жилой застройкой.
Учреждения:
1. дом № 1 — «Нежинтехносеть»
2. дом № 5 — Нежинтеплосети (абонентский отдел), Нежинская фитосанитарная служба

Памятники архитектуры или истории:
1. дом № 4 — Дом, где жил О. Величковский — истории вновь выявленный
2. дом № 5 — Жилой дом — архитектуры местного значения
3. дом № 6 — Жилой дом — архитектуры местного значения
4. дом № 10 — Жилой дом —  архитектуры местного значения